# えのしま型掃海艇
えのしま型掃海艇（えのしまがたそうかいてい、英語: Enoshima-class minesweepers）は、海上自衛隊が保有する中型掃海艇（Mine Sweeper Coastal, MSC）の艦級。ネームシップの建造単価は201億円であった。
先行するひらしま型（16MSC）をもとに、船体構造を繊維強化プラスチック（FRP）製としたものであり、海自掃海艇初のFRP船となっている。

## 来歴
第二次世界大戦まで、機雷とはすなわち触発式の係維機雷であり、これに対する掃海艇は、艦隊の前路掃海を主任務として比較的高速・重装備の鋼製の艇が主流であった。しかし大戦後期から朝鮮戦争にかけて磁気・音響による感応機雷が出現し、触雷を避けるため、1950年代以降、掃海艇の建材としては非磁性化可能な木材が採用されるようになった。
しかしその後、木材の高騰と木船建造技術者の減少を受け、掃海艇のFRP化が模索されるようになり、1972年には世界初のFRP掃海艇としてイギリス海軍の「ウィルトン」が進水した。欧州各国においては、1950年代に木造掃海艇を大量建造して以降、これらが老朽化して更新を必要とするまで15-20年の空白があったため、次世代掃海艇の建造態勢を事実上一から構築する必要があり、したがって木造艇に拘泥する必要が薄かったこともあり、1975年前後から就役を開始した戦後第2世代の掃海艇はFRP艇が多く採用されるようになった。
この流れを受けて、防衛庁（当時）技術研究本部も、昭和48年度より「強化プラスチック（FRP）艇」に関する研究開発を進めており、1978年にははつしま型（53MSC）の機関部と同寸法の船体が試作された。これは翌年より静的・動的強度試験に供され、特に耐爆試験においては、掃海隊群関係者に大きな感銘を与える結果となった。1982年には、その集大成としてFRP製の試験艇「ときわ」（常備排水量142トン）が建造された。当初、「ときわ」の運航試験は単なる確認作業であり、昭和59年度前後にはFRP掃海艇の建造計画が実現するものと考えられていた。しかしこの実艇試験において、当時の技術では、FRPの構造的連続性に伴う水中放射雑音の大きさという宿命的な問題を克服できないことが明らかになり、この時点では採用は見送られた。なお同船は、試験終了後は居住区を拡大するなどの改修を施したうえで、練習船12号（YTE12）として江田島市の海上自衛隊第1術科学校で運用されており、30年に及ぶ運用実績を重ねた（2016年3月22日除籍）。
しかし2000年前後には、日本においても木船建造技術者の減少が深刻化し、技術継承面の問題が顕在化してきた。またFRP艇では、木造艇と比して約2倍の船齢が可能であり、木造艇の短所である含水により生じる重量増加による燃費悪化がないこととあわせて、ライフサイクルコストの大幅な低減が実現できることから、特に緊縮財政下の情勢からはFRP艇の採用が望まれるようになった。これに伴い、17中期防において建造される4隻の中型掃海艇のうち、前半2隻は13中期防で建造された木造のひらしま型（16MSC）の設計で、後半2隻はこれと同等の能力を有するFRP製艇として建造することとなった。これによって建造されたのが本型である。

## 設計
上記の経緯により、本型では船体構造にガラス繊維強化プラスチック（GFRP）を採用している。これにより、本型は海自掃海艇初のFRP船となっている。FRPの構造方式としてはサンドイッチ構造を採用した。これはFRPとしては水中放射雑音低減能力に優れているとされており、表皮はガラス繊維およびビニルエステル樹脂、またキーポイントとなる心材には高密度ポリ塩化ビニルが採用された。また成形法としては、日本鋼管が研究してきた真空樹脂含浸製造（VaRTM）法が適用されている。建造にあたっては、まず主船体が3ブロックに分けて建造され、これを二次接着によって接合したのち、船首楼ブロックと上部構造物ブロックを搭載するという過程が踏まれている。なお、本型1・2番艦の建造を担当したユニバーサル造船では、ヴィスビュー級コルベットのような大型FRP艦船の建造で知られたスウェーデンのコックムス社からの支援を受けている。
主機・電源系は16MSCと同構成とされており、主機関としては60MSC（はつしま型18番艇）以来の三菱重工業製6NMUシリーズ非磁性ディーゼルエンジンが、また主発電機としては磁気掃海電源を兼用する400キロワットの発電機4基が搭載される。掃海・掃討における低速航走時に補助電気推進装置を使用することや定点保持機能も同様である。
なお、1番艇には、就役後の実海域において船体強度の健全性を監視するための構造モニタリング装置が装備された。

## 装備
上記のような来歴から、本型の対機雷戦システムは16MSCのものを踏襲しており、OYQ-201掃海艇情報処理装置を中核に、艇装備の機雷探知機としてZQS-4を、機雷処分具と自航式可変深度ソナーの兼用としてS-10水中航走式機雷掃討具を、また掃海具として小型係維掃海具1型および感応掃海具1型を備えている。
ただし機雷処分用および自衛用の武装としては、53MSC（はつしま型4番艇）以降、手動照準のJM61-M 20mm機関砲が用いられてきたが、本型3番艇（23MSC）において、初めて遠隔操作・自動照準式のJM61R-MSが導入された。これは海上保安庁の巡視船に装備されているJM61-RFS Mk.2と同等の性能を備えている。

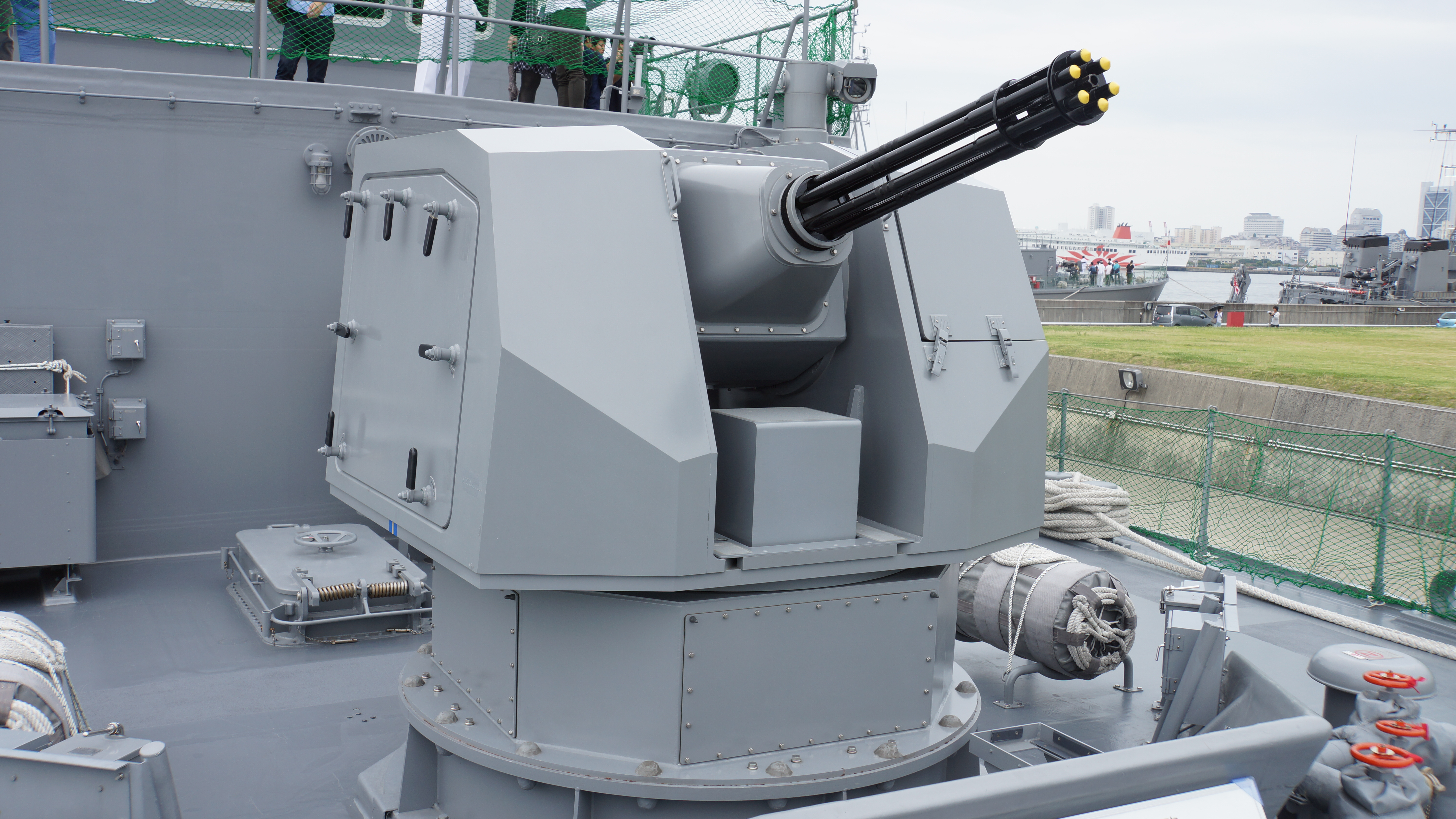
「はつしま」装備の20mm機関砲（JM61R-MS）
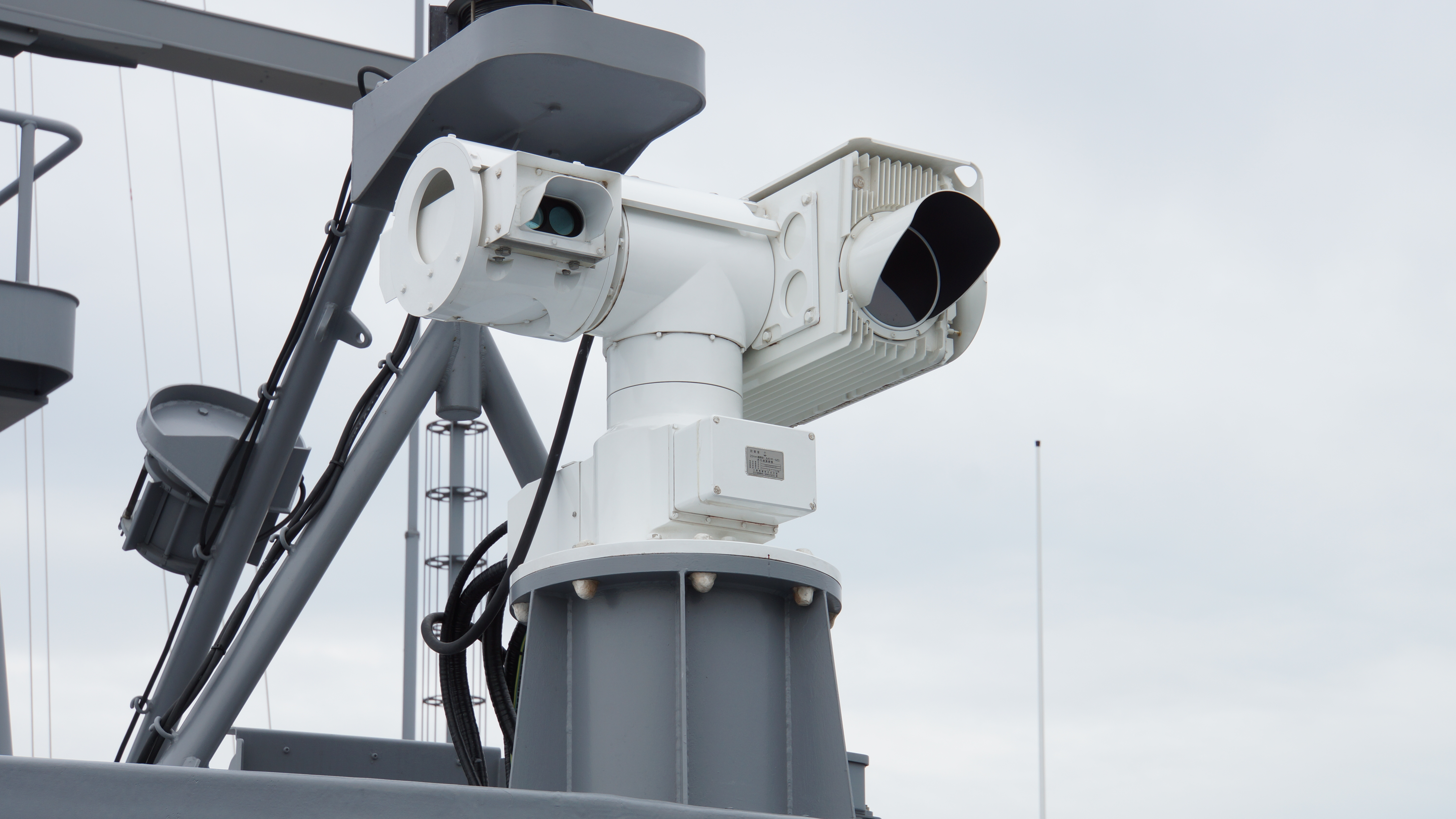
「はつしま」艦橋上のJM61R-MS用FCS

## 同型艇

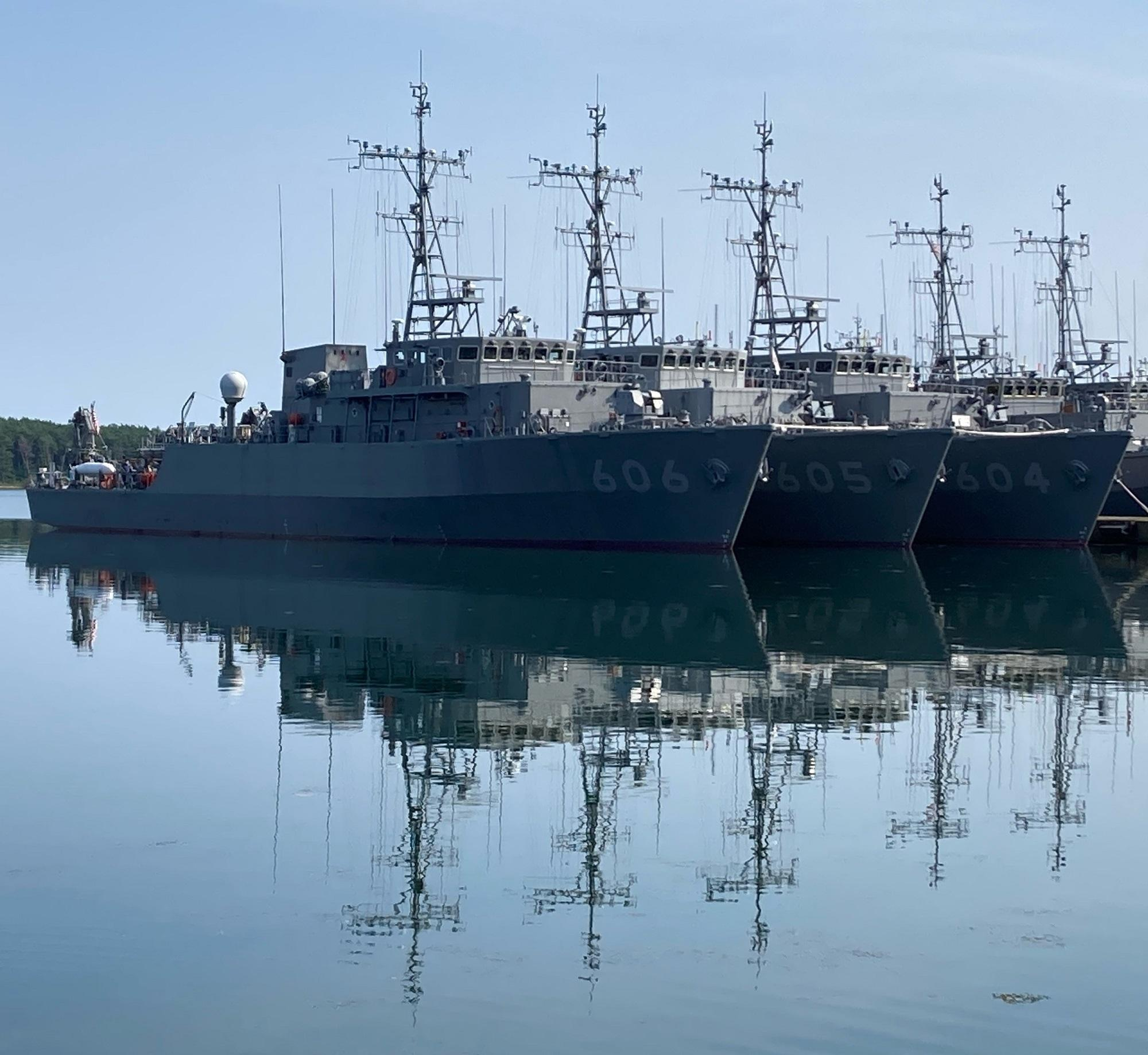
大湊基地に係留中のえのしま型掃海艇3隻

| 艦記号/番号 （計画年度/建造番号） | 艦名     | 建造                                           | 起工                        | 進水                         | 竣工                        | 所属                                            |
| --------------------------------- | -------- | ---------------------------------------------- | --------------------------- | ---------------------------- | --------------------------- | ----------------------------------------------- |
| MSC-604 平成20年度計画 396号艇    | えのしま | ユニバーサル造船 京浜事業所                    | 2009年 （平成21年） 5月14日 | 2010年 （平成22年） 10月25日 | 2012年 （平成24年） 3月21日 | 横須賀地方隊 函館基地隊 第45掃海隊 （函館基地） |
| MSC-605 平成21年度計画 397号艇    | ちちじま | ユニバーサル造船 京浜事業所                    | 2010年 （平成22年） 5月24日 | 2011年 （平成23年） 11月24日 | 2013年 （平成25年） 3月21日 | 掃海隊群 第1掃海隊 （横須賀基地）               |
| MSC-606 平成23年度計画 398号艇    | はつしま | ジャパンマリンユナイテッド 横浜事業所 鶴見工場 | 2012年 （平成24年） 4月26日 | 2013年 （平成25年） 12月6日  | 2015年 （平成27年） 3月19日 | 舞鶴地方隊 第44掃海隊 （舞鶴基地）              |